# Нобіта Нобі
Нобіта Нобі — вигаданий персонаж серії аніме та манґи Doraemon, створеної Фуджіко Фуджіо, псевдонімом авторської групи Хіроші Фудзімото та Мотоо Абіко. Він також є головним героєм у спін-оффі The Doraemons (спеціальна версія). Також відомий як Сідні та Нобі Нобі в деяких англійських локалізаціях. Нобіта є учнем початкової школи. Його батьки — Нобісуке та Тамако Нобі, і про нього постійно піклується Дораемон, робот-кіт із майбутнього, якого нащадок Нобіти відправив у минуле.
Разом із Дораемоном Нобіта вважається одним із найпопулярніших і широко впізнаваних персонажів манґи завдяки популярності серіалу, яка виходить за межі рідної Японії.

## Характеристики
Нобіта описується як ледача і неповноцінна людина, включаючи, але не обмежуючись цим, відсутність фізичної координації або спортивного таланту, схильність до лінощів і небажання критично мислити. Іноді демонструє занадто дитячу або навіть збочену поведінку. Він не любить книги і не має базових знань. Наприклад, Нобіта не може зрозуміти такі поняття, як затемнення. Він часто користується будь-якою можливістю подрімати і відомий як «Ледачий король». У типовому епізоді Нобіта благає Дораемона позичити йому гаджет, щоб помститися своїм однокласникам-хуліганам Джіану та Сунео, похизуватися перед однокласницею та майбутнім коханням Шідзукою Мінамото, або ж для того, щоб забезпечити собі зручність, наприклад, швидше зробити домашнє завдання. Щоразу, коли у нього з'являються гаджети Дораемона, він майже завжди зловживає їхньою силою до такої міри, що це обертається проти нього самого. Він заздрить своєму однокласнику Хідетоші Декісуґі, відміннику, яким захоплюються всі дівчата в класі, включно з Шідзукою. Типовий день Нобіти складається із запізнень до школи, засипання під час уроків, низьких оцінок на тестах, лайки від вчителя та дражнилок від Джіана і Сунео, падінь у дощову каналізацію, переслідувань собаками, лайки від матері за невиконання завдань та знущань від знайомих, окрім Шідзуки.
Незважаючи на те, що Нобіта має багато сумнівних рис характеру, він час від часу демонструє позитивні якості, такі як добросердечність, хоробрість і навіть хорошу трудову етику. У деяких історіях він ризикував своїм життям, щоб допомогти врятувати інших людей або навіть цілі цивілізації. У деяких епізодах показується, що його погані академічні оцінки пов'язані з його лінивою натурою, а не з відсутністю інтелектуальних здібностей. Нобіта відомий своїми влучними стрілецькими здібностями. Хлопець також демонструє креативність, коли справа доходить до використання гаджетів Дораемона у нестандартний спосіб. Наприклад, в одному випадку він знаходить спосіб вигідно використати гаджет під назвою «дзеркало для трансляції» для реклами, навіть коли сам Дораемон не міг придумати для нього жодного застосування. Інші приклади включають його здатність кооперувати вільний політ за допомогою вентиляторів Дораемона «сила вітру», які можуть створити порив вітру лише легким помахом руки, і його використання затверджувача голосу, який Дораемон вважав марним, для транспортування. Креативність Нобіти є достатнім доказом його високого інтелекту. Крім того, він має широкі знання про науку, навколишнє середовище та гаджети Дораемона.
Незважаючи на те, що Нобіта не дуже добре вчиться, іноді йому вдається легко отримати гарну оцінку або добре скласти тест. Завдяки своїй уяві він може написати чудове оповідання, навіть з великою кількістю орфографічних та граматичних помилок. Хоча він не дуже добре малює, йому все ж вдалося написати 32-сторінковий комікс.

## Поява
Основна передумова медіа-франшизи Дораемон заснована на стосунках між її головними героями, Дораемоном і Нобітою. Нобіта зустрічає Дораемона після того, як робот був відправлений у минуле одним із його нащадків, його праправнуком і хлопчиком на ім'я Севаші Нобі, щоб покращити обставини свого прапрадіда, щоб його нащадки могли насолоджуватися кращим майбутнім. У початковій шкалі часу Нобіта не зазнав нічого, крім страждань і нещасть, які проявлялися у вигляді дуже поганих оцінок і знущань протягом усього його життя. У серіалу є постійний жарт, коли Нобіта плаче та благає Дораемона використати його гаджети для вирішення проблеми, часто на початку епізоду чи сценарію. Протягом серіалу Нобіта здебільшого показаний як надмірно залежний від Дораемона; він благає Дораемона про багато речей, наприклад, про гаджети, які дозволять йому помститися Джиану за те, що той скривдив його або забрав його речі, або щоб мати щось краще, щоб похизуватися після того, як Сунео похвалиться своїми канікулами, дорогими іграми та іграшками, а також іншими привілеями, якими він насолоджується.

### Інші медіа
Японський актор Сатоші Цумабукі знявся в ролі Нобіти в кількох телевізійних рекламних роликах протягом 2011 і 2016 років. Реклама була створена Toyota і зображує персонажів серіалу через два десятиліття після того, як вони «виростають».
Нобіта з'являвся в різних освітніх манґах разом з іншими персонажами Дораемона. Персонаж використовувався в громадській кампанії, організованій West Japan Railway Company (JR West), де розповсюджувалися плакати Дораемона, Нобіти та кількох другорядних персонажів серіалу з метою популяризації належного етикету під час подорожей потягом під час пандемії COVID-19.

## Культурний вплив
Завдяки успіху франшизи Дораемон, Нобіта є всесвітньо визнаним персонажем, який став дуже популярним. Подобу персонажа відтворили у вигляді статуеток, які продаються під час святкових заходів у деяких частинах Індії. Сімейна резиденція Нобіти, типовий японський будинок у передмісті, є впізнаваним елементом серіалу для міжнародної аудиторії.
На стосунки Нобіти з Шідзукою посилався індійський телеведучий реаліті-шоу «Великий бос» у публічній дискусії про суперництво між його колегами по знімальному майданчику Сідхартом Шуклою та Рашамі Десаї, тоді як динаміка його стосунків з Дораемоном була використана як сатирична форма критики на адресу малайзійського політика.
Скам’янілі сліди динозаврів, виявлені в Китаї в 2020 році, назвали Eubrontes nobitai на честь Нобіти.

### Сприйняття

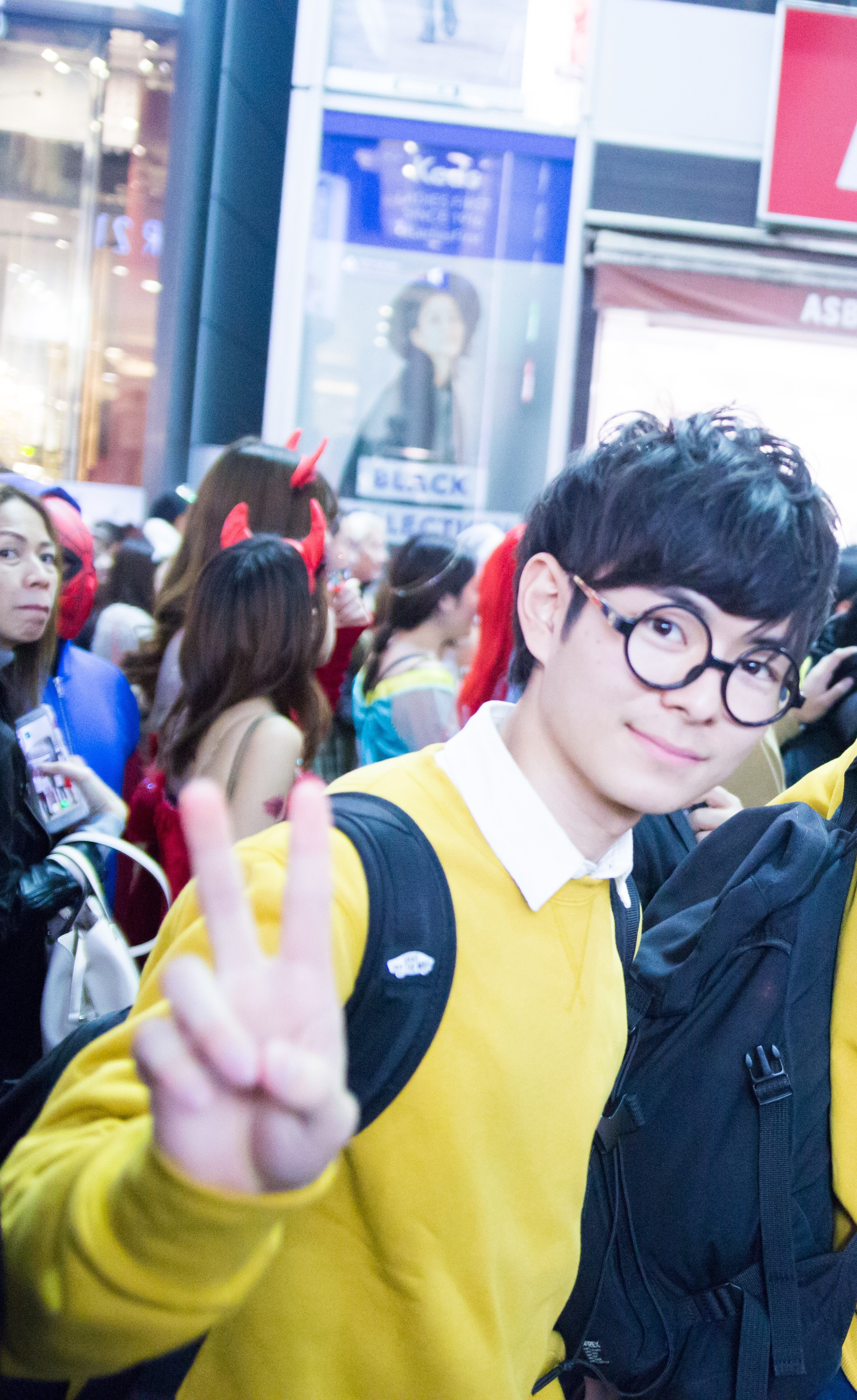
Косплеєр, який зображує Нобіту Нобі

Критики виявили, що недоліки характеру персонажа та скромне минуле вважаються відмінністю від інших сучасних героїв аніме та манґи, яких зазвичай зображують як особливих або надзвичайних, а постійне зображення Нобіти як близького та приземленого названо як і причиною привабливості персонажа, так і протилежним. За словами Італійського батьківського руху (Moige), у манзі «лінивий Нобіта не зазнає жодних помітних змін», хоча є й хороші моменти, серед яких «критика булінгу, доброта, яка виходить від маленького Нобіти, і позитивна постать Шідзуки». Відповідно до аналізу Енн Еллісон, професорки культурної антропології в Університеті Дьюка, найсильнішою стороною серіалу та його родзинкою є стосунки між Нобітою та Дораемоном, на противагу різноманітним гаджетам, які демонструє останній.
На початку 2021 року персонаж став трендовою темою в соціальних мережах після міжнародного випуску рекламних матеріалів, у яких персонаж одружується з Шідзукою в анімаційному фільмі Stand by Me Doraemon 2.

### Критика
У серпні 2016 року член партії Tehreek-i-Insaf подав резолюцію до Асамблеї Пенджабу, яка закликала заборонити серіал, стверджуючи про «негативний вплив» серіалу на пакистанських дітей: однією з названих причин цього рішення було зображення взаємодії Нобіти з Шідзукою в школі, яке визнано несумісним з пакистанською та мусульманською культурою. Подібним чином політики та активісти в сусідній Індії критикували проблемні риси поведінки Нобіти за те, що він подає поганий приклад дітям, наприклад, огризається батькам і відмовляється виконувати домашнє завдання. Один із активістів звинуватив персонажа в тому, що він нібито вплинув на скандал з фальсифікацією іспитів у штаті Мадг'я-Прадеш у 2013 році.

## Подальше читання
- "Through The Glasses of a Nobita". Korps Mahasiswa Ilmu Komunikasi (KOSMIK). Baruga. 2 квітня 2020. Процитовано 19 серпня 2021.